# Tratado de Thapathali
El Tratado de Thapathali fue un tratado de paz firmado entre el régimen tibetano de Ganden Phodrang (entonces bajo el gobierno administrativo de la dinastía Qing) y el Reino de Nepal en el palacio de Thapathali Durbar en Katmandú, después de derrotar a sus oponentes en la guerra nepalí-tibetana. En enero de 1856, un grupo representativo de Tíbet llegó a Katmandú para discutir el tratado. Después de una larga discusión, el grupo representativo firmó en Thapathali un tratado el 24 de marzo.

## Primer intento y fracaso
Los tibetanos fueron continuamente derrotados debido a la falta de armas y municiones. La necesidad de un tratado era latente al inicio y el largo de la guerra. Se convocó una reunión de equipos de delegación en Shikarjong, pero no se tomó ninguna decisión. El equipo de la delegación nepalí volvió a discutir con el primer ministro, Jung Bahadur Rana. En la reunión con la delegación tibetana, Jung Bahadur exigió 10.000.000 de rupias por los gastos de guerra y la apropiación del territorio tibetano capturada por Nepal. Fue muy difícil para la delegación tibetana tomar esa decisión, así que Kaji Til Bikram fue enviado a Sikarjong en septiembre. El embajador de China respondió que podían ofrecer 400.000 rupias por los gastos de guerra y 500.000 rupias como penalización por la derrota de las tropas nepalíes en Lhasa. El embajador también respondió que a partir de ese momento Tíbet era un estado de China y que el emperador lo había cedido a las monjas tibetanas sólo con fines religiosos, de modo que el Tíbet jamás cedería un palmo de terreno a Nepal. Añadió as su vez que, si el estado Nepal no se retiraba inmediatamente del Tíbet, entonces debería considerar entrar en guerra con China. Los nepalíes no apoyaron las condiciones, por lo que el tratado no dio fruto.

## Segundo intento
Finalmente, el 24 de marzo de 1856, gracias al temor tibetano de que se estableciera una rebelión en Kham, ambos bandos llegaron a un acuerdo y firmaron el tratado, que acabó con la guerra de un año.
1. El gobierno de Tíbet debe pagar 10.000 rupias nepalesas al gobierno de Nepal cada año.
2. Tíbet y Nepal acuerdan considerar al emperador chino como tal hasta el momento. En caso de que cualquier país extranjero ataque Tíbet, el gobierno de Nepal tiene que ayudar al gobierno del Tíbet. También, en caso de que Nepal fuera atacado, el gobierno del Tíbet debería preservar la riqueza nepalesa y transferirla al lugar más seguro en Nepal. Los gastos durante esta transferencia deben ser pagados por el gobierno del Tíbet durante los dos primeros meses y por el Gobierno de Nepal después de este período.
3. Sobre el comercio entre Tíbet y Nepal, el gobierno del Tíbet no impondrá derechos de aduana para los productos nepaleses. Asimismo, el derecho de aduana impuesto sobre los productos nepaleses hasta el período de tratado también será perdonado.
4. El gobierno del Tíbet tiene que rendir todos los prisioneros de guerra y las armas de Nepal. A su vez, el gobierno de Nepal tiene que liberar los prisioneros de guerra y los yaks tomados durante la guerra.
5. Para el cuidado del empresario nepalés, a partir de este momento se nombrará un intermediario (भारदार) en lugar de un nayak (नायक), para actuar como representante.
6. A todos los nepalíes se les permite hacer negocios en el Tíbet sin ningún obstáculo. Con excepción de los soldados armados, todos los nepalíes pueden viajar libremente al Tíbet.
7. Ningún representante nepalí no interferirá en asuntos internos de Tíbet, así como en caso de disputa dentro del Nepal, el gobierno de Tíbet no interferirá. No obstante, en el caso de la disputa entre tibetanos y nepalíes, ambos gobiernos designarán un representante para la resolución de las disputas. Los daños y prejuicios acaecidos por tibetanos y nepalíes durante las disputas serán enmendado al gobierno de Tíbet y al gobierno de Nepal, respectivamente.
8. Si cualquier asesino escapa de un país y reside en el otro, este último devolverá al culpable al gobierno interesado.
9. Si cualquier ciudadano de un país roba a los ciudadanos de otro, el gobierno anterior hará todas las provisiones para devolver lo hurtado y por castigar al culpable.